# Bruno Julie
Louis Richard Bruno Julie (*11. červenec 1978) je mauricijský boxer.

## Kariéra
Jeho první velký turnaj přišel v roce 2002, kde na hrách Commonwealthu se probojoval až do čtvrtfinále. O čtyři roky později na stejném šampionátu získal stříbrnou medaili, když prohrál až s Indem Akhilem Kumarem. Ve stejném roce skončil také druhý na africkém šampionátu.
V roce 2007 získal na afrických hrách bronzovou medaili a účastnil se i světového mistrovství. Zlatou medaili vyhrál na šampionátu Commonwealthu v Liverpoolu a také na africkém mistrovství v Antananarivu. Vyhrál také africký pohár národů a na hrách Indického oceánu.
Velkého úspěchu dosáhl na olympiádě v Pekingu, kde se v kategorii do 54 kg proboxoval až k bronzové medaili. Stal se tak prvním olympijským medailistou z Mauricijské republiky. Gratulace mu přicházely ze všech koutů světa a následně prohlásil, že medaili věnuje všem obyvatelům Mauricia. Místní obyvatelé mu pak začali přezdívat "Mauricijský mág" a sám Julie prohlásil, že kdykoliv byl na olympiádě v ringu, slyšel diváky skandovat "Bruno, Bruno".